# DBRX
DBRX是一個由Databricks的Mosaic ML團隊開發的開源大型语言模型(LLM)，於2024年3月27日釋出。模型採用專家混合架構的Transformer模型，總參數數量為 1320 億個，其中每個token啟動360億個參數（來自16位專家中4位）。釋出的模型包括基础模型與經過指令調校的變體。
釋出時，DBRX在語言理解、程式設計能力及數學等多項基準測試中，表現優於其他知名開源模型，如Meta的LLaMA 2、 Mistral AI的 Mixtral以及X AI的Grok 。
該模型於3072台Nvidia H100上訓練，採用 InfiniBand連接，頻寬達每秒3.2兆位元組，訓練持續約2.5個月，總訓練成本約為1000萬美元。